# Umbra și Întunericul
Umbra și Întunericul (The Ghost and the Darkness) este un film de groază de acțiune aventură dramatic thriller american din 1996 regizat de Stephen Hopkins. În rolurile principale joacă actorii Michael Douglas și Val Kilmer.
În 1997 a câștigat Premiul Oscar pentru cea mai bună editare sonoră (Bruce Stambler).

## Prezentare
Filmul prezintă atacul a doi lei asupra muncitorilor de la Tsavo, Kenya în timpul construirii căii ferate africane Uganda-Mombasa din 1898.

## Actori
| Actor           | Rol                       |
| --------------- | ------------------------- |
| Michael Douglas | Charles Remington         |
| Val Kilmer      | Col. John Henry Patterson |
| John Kani       | Samuel                    |
| Bernard Hill    | Dr. David Hawthorne       |
| Tom Wilkinson   | Robert Beaumont           |
| Brian McCardie  | Angus Starling            |
| Emily Mortimer  | Helena Patterson          |
| Om Puri         | Abdullah                  |
| Henry Cele      | Mahina                    |